# Cetopsidium
Cetopsidium är ett släkte av fiskar. Cetopsidium ingår i familjen Cetopsidae.
Kladogram enligt Catalogue of Life:
| Cetopsidium | \| \| Cetopsidium ferreirai \| \| \| \| \| \| Cetopsidium minutum \| \| \| \| \| \| Cetopsidium morenoi \| \| \| \| \| \| Cetopsidium orientale \| \| \| \| \| \| Cetopsidium pemon \| \| \| \| \| \| Cetopsidium roae \| \| \| \| \| \| Cetopsidium soniae \| \| \| \| |
|             | \| \| Cetopsidium ferreirai \| \| \| \| \| \| Cetopsidium minutum \| \| \| \| \| \| Cetopsidium morenoi \| \| \| \| \| \| Cetopsidium orientale \| \| \| \| \| \| Cetopsidium pemon \| \| \| \| \| \| Cetopsidium roae \| \| \| \| \| \| Cetopsidium soniae \| \| \| \| |
|             | Cetopsis |
|             | |
|             | Denticetopsis |
|             | |
|             | Helogenes |
|             | |
|             | Paracetopsis |
|             | |
|             | Cetopsidium ferreirai |
|             | |
|             | Cetopsidium minutum |
|             | |
|             | Cetopsidium morenoi |
|             | |
|             | Cetopsidium orientale |
|             | |
|             | Cetopsidium pemon |
|             | |
|             | Cetopsidium roae |
|             | |
|             | Cetopsidium soniae |
|             | |

|  | Cetopsidium ferreirai |
|  |                       |
|  | Cetopsidium minutum   |
|  |                       |
|  | Cetopsidium morenoi   |
|  |                       |
|  | Cetopsidium orientale |
|  |                       |
|  | Cetopsidium pemon     |
|  |                       |
|  | Cetopsidium roae      |
|  |                       |
|  | Cetopsidium soniae    |
|  |                       |